# Eomoropus
L'eomoropodo (gen. Eomoropus) è un mammifero perissodattilo estinto, appartenente ai calicoteri. Visse tra l'Eocene medio e l'Eocene superiore (circa 48 - 34 milioni di anni fa) e i suoi resti fossili sono stati ritrovati in Nordamerica e in Asia.

## Descrizione
Questo animale doveva essere grande quanto un montone, notevolmente più piccolo rispetto ai calicoteri successivi come Moropus o Anisodon. Eomoropus era dotato di zampe anteriori ancora a quattro dita e di zampe posteriori a tre dita, una condizione arcaica per i calicoteri. Il cranio era piuttosto corto soprattutto per quanto riguarda la regione anteriore (brachicefalo) e le orbite erano molto grandi e situate in avanti. L'occipite era alto e stretto. La mandibola mostrava già restringimento della sinfisi con conseguente scomparsa del primo premolare inferiore. Il canino superiore era molto ingrandito, e i molari superiori erano dotati di protocono, ipocono lofoide e protoconulo distinto. Il metacono era fuso nella parete esterna. Il parastilo era enorme, e il terzo molare inferiore aveva un terzo lobo ben sviluppato. Le zampe anteriori erano caratterizzate da un quinto metacarpo ben sviluppato e da un rudimento di pollice ancora presente.

## Classificazione
Il genere Eomoropus venne istituito da Henry Fairfield Osborn nel 1913, sulla base di resti fossili precedentemente descritti da Edward Drinker Cope nel 1881 con il nome di Triplopus amarorum. Osborn riconobbe l'unicità dei fossili di questa specie e la attribuì al nuovo genere Eomoropus (E. amarorum), riconoscendo altresì le parentele di questa specie con il gruppo dei Chalicotheriidae. Eomoropus amarorum è nota per fossili ritrovati in terreni dell'Eocene medio del Wyoming e dello Utah, ma al genere Eomoropus sono state in seguito ascritte numerose altre specie provenienti dalla Cina (E. major, E. minimus, E. quadridentatus, E. ulterior) e da Myanmar (E. pawnyunti).  Un'altra specie proveniente dal Nordamerica (E. anarsius) è a volte attribuita al genere Grangeria.
Eomoropus è un rappresentante arcaico dei calicoteri, un gruppo di mammiferi perissodattili dalle caratteristiche aberranti soprattutto per quanto riguarda le zampe, ed è stato considerato una forma intermedia tra i lofiodontidi e i veri calicoteriidi. Eomoropus è il genere eponimo della famiglia Eomoropidae, considerata però parafiletica e comprendente alcune forme via via più derivate all'interno dei calicoteri, tra cui anche Grangeria.